# Истгейт, Питер
Питер Истгейт (англ. Peter Eastgate; род. 13 декабря 1985, Оденсе, Дания) — профессиональный игрок в покер. Победитель главного турнира WSOP 2008 года. Победа в Главном турнире принесла ему титул самого молодого чемпиона мира по покеру (на момент завершения турнира Питеру было 22 года). Рекорд продержался всего год, так как победителем главного турнира WSOP 2009 года стал 21-летний американец Джо Када.

## Карьера
В покер начал играть во время учёбы в школе со своими одноклассниками. После школы поступил в университет Орхуса, где изучал экономику, но бросил учёбу, чтобы все время уделять игре в покер.
На турнир WSOP в Лас-Вегасе попал, пройдя квалификацию в онлайн-турнире на сайте Ladbrokes. В финале турнира обыграл россиянина Ивана Демидова (A♦ 5♠ против 4♥ 2♥). За победу Истгейт получил $9,152,416. Чтобы снизить затраты на выплату налогов с выигрыша, после победы он переехал в Англию.
Кроме победы на WSOP, в его активе победа на турнире EPT в рамках Pokerstars Carribean Adventure, принесшая ему $343,000.
Общая сумма турнирных выигрышей Истгейта на декабрь 2017 год составляет $11 131 450.